# AT&T City Center
Het AT&T City Center is een 119 meter hoog gebouw met 20 verdiepingen in Birmingham (Alabama). Het gebouw werd geopend in 1972 en heette toen South Central Bell Building. Het AT&T City Center was toen het hoofdkantoor van South Central Bell. In 1998 werd het gebouw voor US$ 80 miljoen gerenoveerd door Brasfield & Gorrie, waarna het gebouw werd omgedoopt tot BellSouth City Center. In het AT&T City Center werken momenteel meer dan 2000 werknemers.
Het AT&T City Center heeft een totale vloeroppervlakte van 65.032 m².